# 축약 가능 공간
위상수학에서 축약 가능 공간(縮約可能空間, 영어: contractible space)은 한 점으로 연속적으로 축소시킬 수 있는 위상 공간이다.

## 정의
위상 공간 {\displaystyle X}에 대하여 다음 두 조건이 서로 동치이며, 이를 만족시키는 공간을 축약 가능 공간이라고 한다.:330:166
- 항등 함수 IX:X→X가 널호모토픽하다.
- X가 한 점으로 이루어진 위상 공간 {c}와 같은 호모토피 유형을 갖는다.

국소 축약 가능 공간(局所縮約可能空間, 영어: locally contractible space)은 다음 조건을 만족시키는 위상 공간 {\displaystyle X}이다.
- 임의의 {\displaystyle x\in X} 및 그 열린 근방 {\displaystyle U\ni x}에 대하여, 축약 가능 공간인 열린 근방 {\displaystyle x\in V\subseteq U}가 존재한다.

## 성질
모든 축약 가능 공간은 경로 연결 공간이며, 단일 연결 공간이다.

## 예
단위구간 [0, 1]이나 실수 집합 등은 축약 가능 공간이다.
2차원 구 S2는 단일 연결 공간이며 경로 연결 공간이지만 축약 가능 공간이 아니다.:168 그러나 2차원 구에서 한 점을 뺀 곡면은 축약 가능 공간이다.